# Tour de Catalogne 2023
La 102e édition du Tour de Catalogne, une course cycliste sur route masculine, a lieu du 20 au 26 mars 2023 en Catalogne, en Espagne. La course fait partie du calendrier UCI World Tour 2023 en catégorie 2.UWT.

## Présentation

### Équipes
En tant qu'épreuve World Tour, les dix-huit UCI WorldTeams participent automatiquement à la course. Sept UCI ProTeams sont invitées. 
| WorldTeams (18)- AG2R Citroën Team - Astana Qazaqstan Team - Alpecin-Deceuninck - Bahrain Victorious - Bora-Hansgrohe - Cofidis - EF Education-EasyPost - Groupama-FDJ - Ineos Grenadiers - Intermarché-Circus-Wanty - Jumbo-Visma - Movistar Team - Soudal Quick-Step - Arkéa-Samsic - Team DSM - Team Jayco AlUla - Trek-Segafredo - UAE Team Emirates ProTeams (7)- Burgos-BH - Caja Rural-Seguros RGA - Equipo Kern Pharma - Euskaltel-Euskadi - Israel-Premier Tech - Lotto Dstny - Uno-X Pro Cycling Team |
| |

### Favoris
Les deux principaux favoris à la victoire finale sont le Belge champion du monde Remco Evenepoel (Soudal Quick-Step), vainqueur du Tour des Émirats arabes unis et le Slovène Primož Roglič (Jumbo-Visma), ultra dominant sur Tirreno-Adriatico. Parmi leurs adversaires les plus cités, les équipes Ineos Grenadiers, avec les revenants Geraint Thomas et Egan Bernal et UAE Team Emirates avec Adam Yates et João Almeida semblent les plus consistantes. Les autres favoris ou outsiders sont Mikel Landa (Bahrain Victorious), Richard Carapaz (EF Education-EasyPost), Jai Hindley (Bora-Hansgrohe), Giulio Ciccone (Trek-Segafredo), Michael Woods (Israel-Premier Tech), Ben O'Connor (AG2R Citroën Team) ou encore Tobias Halland Johannessen (Uno-X Pro Cycling Team).

## Étapes
| Étape     | Date    | Villes étapes                                 | type                      | Distance (km) | Dénivelé (m) | Vainqueur d'étape | Leader du classement général |
| --------- | ------- | --------------------------------------------- | ------------------------- | ------------- | ------------ | ----------------- | ---------------------------- |
| 1re étape | 20 mars | Sant Feliu de Guíxols – Sant Feliu de Guíxols | étape de plaine           | 164,6         | 2 090 m      | Primož Roglič     | Primož Roglič                |
| 2e étape  | 21 mars | Mataró – Vallter 2000                         | étape de montagne         | 165,4         | 3 289 m      | Giulio Ciccone    | Primož Roglič                |
| 3e étape  | 22 mars | Olost – La Molina                             | étape de montagne         | 180,6         | 3 995 m      | Remco Evenepoel   | Primož Roglič                |
| 4e étape  | 23 mars | Llívia – Sabadell                             | étape de plaine           | 188,2         | 2 437 m      | Kaden Groves      | Primož Roglič                |
| 5e étape  | 24 mars | Tortosa – Terres de l'Ebre                    | étape de montagne         | 176,6         | 2 623 m      | Primož Roglič     | Primož Roglič                |
| 6e étape  | 25 mars | Martorell – Molins de Rei                     | étape de moyenne montagne | 174,1         | 2 574 m      | Kaden Groves      | Primož Roglič                |
| 7e étape  | 26 mars | Barcelone – Barcelone                         | étape de moyenne montagne | 135,8         | 1 914 m      | Remco Evenepoel   | Primož Roglič                |

## Déroulement de la course

### 1reétape
Les trois derniers rescapés de l'échappée du jour (Alessandro De Marchi (Team Jayco-AlUla), Rune Herregodts (Intermarché-Circus-Wanty) et Oscar Onley (Team DSM)) sont rattrapés à 6 kilomètres du but par le peloton. Alors que la victoire semblait destinée à un sprinteur, une importante chute a provoqué plusieurs cassures dans le peloton à 4 kilomètres environ de l’arrivée. Primož Roglič émerge sur la ligne d'arrivée en conservant une légère avance sur Remco Evenepoel qui fondait sur lui.
| \| Classement de l'étape \| Classement de l'étape \| Classement de l'étape \| Classement de l'étape \| Classement de l'étape \| \| Coureur \| Coureur \| Pays \| Équipe \| Temps \| \| --------------------- \| --------------------- \| --------------------- \| --------------------- \| --------------------- \| \| 1er \| Primož Roglič \| Slovénie \| Jumbo-Visma \| 3 h 48 min 17 s \| \| 2e \| Remco Evenepoel \| Belgique \| Soudal Quick-Step \| + 0 s \| \| 3e \| Ide Schelling \| Pays-Bas \| Bora-Hansgrohe \| + 0 s \| \| 4e \| Maxim Van Gils \| Belgique \| Lotto Dstny \| + 0 s \| \| 5e \| Giulio Ciccone \| Italie \| Trek-Segafredo \| + 0 s \| \| 6e \| Ethan Hayter \| Royaume-Uni \| Ineos Grenadiers \| + 0 s \| \| 7e \| Dorian Godon \| France \| AG2R Citroën Team \| + 0 s \| \| 8e \| Ilan Van Wilder \| Belgique \| Soudal Quick-Step \| + 0 s \| \| 9e \| Milan Menten \| Belgique \| Lotto Dstny \| + 0 s \| \| 10e \| Bryan Coquard \| France \| Cofidis \| + 0 s \| |                 |             |                   |                 |
| |                 |             |                   |                 |
| Source : ProCyclingStats |                 |             |                   |                 |
| Classement de l'étape |                 |             |                   |                 |
| Coureur | Coureur         | Pays        | Équipe            | Temps           |
| 1er | Primož Roglič   | Slovénie    | Jumbo-Visma       | 3 h 48 min 17 s |
| 2e | Remco Evenepoel | Belgique    | Soudal Quick-Step | + 0 s           |
| 3e | Ide Schelling   | Pays-Bas    | Bora-Hansgrohe    | + 0 s           |
| 4e | Maxim Van Gils  | Belgique    | Lotto Dstny       | + 0 s           |
| 5e | Giulio Ciccone  | Italie      | Trek-Segafredo    | + 0 s           |
| 6e | Ethan Hayter    | Royaume-Uni | Ineos Grenadiers  | + 0 s           |
| 7e | Dorian Godon    | France      | AG2R Citroën Team | + 0 s           |
| 8e | Ilan Van Wilder | Belgique    | Soudal Quick-Step | + 0 s           |
| 9e | Milan Menten    | Belgique    | Lotto Dstny       | + 0 s           |
| 10e | Bryan Coquard   | France      | Cofidis           | + 0 s           |

| \| Classement général \| Classement général \| Classement général \| Classement général \| Classement général \| \| Coureur \| Coureur \| Pays \| Équipe \| Temps \| \| ------------------ \| ------------------ \| ------------------ \| ------------------ \| ------------------ \| \| 1er \| Primož Roglič \| Slovénie \| Jumbo-Visma \| 3 h 48 min 07 s \| \| 2e \| Remco Evenepoel \| Belgique \| Soudal Quick-Step \| + 4 s \| \| 3e \| Ide Schelling \| Pays-Bas \| Bora-Hansgrohe \| + 6 s \| \| 4e \| Maxim Van Gils \| Belgique \| Lotto Dstny \| + 10 s \| \| 5e \| Giulio Ciccone \| Italie \| Trek-Segafredo \| + 10 s \| \| 6e \| Ethan Hayter \| Royaume-Uni \| Ineos Grenadiers \| + 10 s \| \| 7e \| Dorian Godon \| France \| AG2R Citroën Team \| + 10 s \| \| 8e \| Ilan Van Wilder \| Belgique \| Soudal Quick-Step \| + 10 s \| \| 9e \| Milan Menten \| Belgique \| Lotto Dstny \| + 10 s \| \| 10e \| Bryan Coquard \| France \| Cofidis \| + 10 s \| |                 |             |                   |                 |
| |                 |             |                   |                 |
| Source : ProCyclingStats |                 |             |                   |                 |
| Classement général |                 |             |                   |                 |
| Coureur | Coureur         | Pays        | Équipe            | Temps           |
| 1er | Primož Roglič   | Slovénie    | Jumbo-Visma       | 3 h 48 min 07 s |
| 2e | Remco Evenepoel | Belgique    | Soudal Quick-Step | + 4 s           |
| 3e | Ide Schelling   | Pays-Bas    | Bora-Hansgrohe    | + 6 s           |
| 4e | Maxim Van Gils  | Belgique    | Lotto Dstny       | + 10 s          |
| 5e | Giulio Ciccone  | Italie      | Trek-Segafredo    | + 10 s          |
| 6e | Ethan Hayter    | Royaume-Uni | Ineos Grenadiers  | + 10 s          |
| 7e | Dorian Godon    | France      | AG2R Citroën Team | + 10 s          |
| 8e | Ilan Van Wilder | Belgique    | Soudal Quick-Step | + 10 s          |
| 9e | Milan Menten    | Belgique    | Lotto Dstny       | + 10 s          |
| 10e | Bryan Coquard   | France      | Cofidis           | + 10 s          |

### 2eétape
Dernier membre de l'échappée de huit hommes, Simon Carr (EF Education) est repris dans la dernière ascension de l'étape menant à Vallter 2000 à 6,3 km du sommet. Quelques instants plus tard, son coéquipier Esteban Chaves attaque et prend de l'avance sur le groupe des favoris. Derrière le Colombien, sous l'impulsion de Mikel Landa puis de Remco Evenepoel, ce groupe s'égrène pour finalement ne plus compter que trois unités : Evenepoel, Primož Roglič et Giulio Ciccone. Chaves est repris et dépassé aux 500 mètres. La victoire se joue au sprint où Ciccone s'impose devant Roglič et Evenepoel.
| \| Classement de l'étape \| Classement de l'étape \| Classement de l'étape \| Classement de l'étape \| Classement de l'étape \| \| Coureur \| Coureur \| Pays \| Équipe \| Temps \| \| --------------------- \| --------------------- \| --------------------- \| --------------------- \| --------------------- \| \| 1er \| Giulio Ciccone \| Italie \| Trek-Segafredo \| 4 h 13 min 37 s \| \| 2e \| Primož Roglič \| Slovénie \| Jumbo-Visma \| + 0 s \| \| 3e \| Remco Evenepoel \| Belgique \| Soudal Quick-Step \| + 0 s \| \| 4e \| Mikel Landa \| Espagne \| Bahrain Victorious \| + 11 s \| \| 5e \| Adam Yates \| Royaume-Uni \| UAE Team Emirates \| + 11 s \| \| 6e \| João Almeida \| Portugal \| UAE Team Emirates \| + 11 s \| \| 7e \| Esteban Chaves \| Colombie \| EF Education-EasyPost \| + 15 s \| \| 8e \| Michael Woods \| Canada \| Israel-Premier Tech \| + 15 s \| \| 9e \| Jai Hindley \| Australie \| Bora-Hansgrohe \| + 15 s \| \| 10e \| Cian Uijtdebroeks \| Belgique \| Bora-Hansgrohe \| + 15 s \| |                   |             |                       |                 |
| |                   |             |                       |                 |
| Source : ProCyclingStats |                   |             |                       |                 |
| Classement de l'étape |                   |             |                       |                 |
| Coureur | Coureur           | Pays        | Équipe                | Temps           |
| 1er | Giulio Ciccone    | Italie      | Trek-Segafredo        | 4 h 13 min 37 s |
| 2e | Primož Roglič     | Slovénie    | Jumbo-Visma           | + 0 s           |
| 3e | Remco Evenepoel   | Belgique    | Soudal Quick-Step     | + 0 s           |
| 4e | Mikel Landa       | Espagne     | Bahrain Victorious    | + 11 s          |
| 5e | Adam Yates        | Royaume-Uni | UAE Team Emirates     | + 11 s          |
| 6e | João Almeida      | Portugal    | UAE Team Emirates     | + 11 s          |
| 7e | Esteban Chaves    | Colombie    | EF Education-EasyPost | + 15 s          |
| 8e | Michael Woods     | Canada      | Israel-Premier Tech   | + 15 s          |
| 9e | Jai Hindley       | Australie   | Bora-Hansgrohe        | + 15 s          |
| 10e | Cian Uijtdebroeks | Belgique    | Bora-Hansgrohe        | + 15 s          |

| \| Classement général \| Classement général \| Classement général \| Classement général \| Classement général \| \| Coureur \| Coureur \| Pays \| Équipe \| Temps \| \| ------------------ \| ------------------ \| ------------------ \| --------------------- \| ------------------ \| \| 1er \| Primož Roglič \| Slovénie \| Jumbo-Visma \| 8 h 01 min 38 s \| \| 2e \| Remco Evenepoel \| Belgique \| Soudal Quick-Step \| + 6 s \| \| 3e \| Giulio Ciccone \| Italie \| Trek-Segafredo \| + 6 s \| \| 4e \| Mikel Landa \| Espagne \| Bahrain Victorious \| + 27 s \| \| 5e \| João Almeida \| Portugal \| UAE Team Emirates \| + 27 s \| \| 6e \| Michael Woods \| Canada \| Israel-Premier Tech \| + 31 s \| \| 7e \| Jai Hindley \| Australie \| Bora-Hansgrohe \| + 31 s \| \| 8e \| Esteban Chaves \| Colombie \| EF Education-EasyPost \| + 31 s \| \| 9e \| Cian Uijtdebroeks \| Belgique \| Bora-Hansgrohe \| + 41 s \| \| 10e \| Marc Soler \| Espagne \| UAE Team Emirates \| + 46 s \| |                   |           |                       |                 |
| |                   |           |                       |                 |
| Source : ProCyclingStats |                   |           |                       |                 |
| Classement général |                   |           |                       |                 |
| Coureur | Coureur           | Pays      | Équipe                | Temps           |
| 1er | Primož Roglič     | Slovénie  | Jumbo-Visma           | 8 h 01 min 38 s |
| 2e | Remco Evenepoel   | Belgique  | Soudal Quick-Step     | + 6 s           |
| 3e | Giulio Ciccone    | Italie    | Trek-Segafredo        | + 6 s           |
| 4e | Mikel Landa       | Espagne   | Bahrain Victorious    | + 27 s          |
| 5e | João Almeida      | Portugal  | UAE Team Emirates     | + 27 s          |
| 6e | Michael Woods     | Canada    | Israel-Premier Tech   | + 31 s          |
| 7e | Jai Hindley       | Australie | Bora-Hansgrohe        | + 31 s          |
| 8e | Esteban Chaves    | Colombie  | EF Education-EasyPost | + 31 s          |
| 9e | Cian Uijtdebroeks | Belgique  | Bora-Hansgrohe        | + 41 s          |
| 10e | Marc Soler        | Espagne   | UAE Team Emirates     | + 46 s          |

### 3eétape
Maxim Van Gils (Lotto Dstny), le dernier des sept fuyards du jour, est repris par le peloton dans l'ultime ascension, à 8,5 km de l'arrivée. Quatre kilomètres plus loin, Remco Evenepoel attaque. Seul, Primož Roglič parvient à suivre le train du Belge champion du monde mais ne prend aucun relais. À 350 mètres du but, Evenepoel accélère de nouveau et parvient à décrocher le Slovène pour remporter l'étape avec 2 secondes d'avance.
| \| Classement de l'étape \| Classement de l'étape \| Classement de l'étape \| Classement de l'étape \| Classement de l'étape \| \| Coureur \| Coureur \| Pays \| Équipe \| Temps \| \| --------------------- \| --------------------- \| --------------------- \| --------------------- \| --------------------- \| \| 1er \| Remco Evenepoel \| Belgique \| Soudal Quick-Step \| 4 h 40 min 43 s \| \| 2e \| Primož Roglič \| Slovénie \| Jumbo-Visma \| + 2 s \| \| 3e \| Giulio Ciccone \| Italie \| Trek-Segafredo \| + 13 s \| \| 4e \| Jai Hindley \| Australie \| Bora-Hansgrohe \| + 13 s \| \| 5e \| João Almeida \| Portugal \| UAE Team Emirates \| + 13 s \| \| 6e \| Mikel Landa \| Espagne \| Bahrain Victorious \| + 13 s \| \| 7e \| Michael Woods \| Canada \| Israel-Premier Tech \| + 13 s \| \| 8e \| Cian Uijtdebroeks \| Belgique \| Bora-Hansgrohe \| + 13 s \| \| 9e \| Esteban Chaves \| Colombie \| EF Education-EasyPost \| + 13 s \| \| 10e \| Romain Bardet \| France \| Team DSM \| + 13 s \| |                   |           |                       |                 |
| |                   |           |                       |                 |
| Source : ProCyclingStats |                   |           |                       |                 |
| Classement de l'étape |                   |           |                       |                 |
| Coureur | Coureur           | Pays      | Équipe                | Temps           |
| 1er | Remco Evenepoel   | Belgique  | Soudal Quick-Step     | 4 h 40 min 43 s |
| 2e | Primož Roglič     | Slovénie  | Jumbo-Visma           | + 2 s           |
| 3e | Giulio Ciccone    | Italie    | Trek-Segafredo        | + 13 s          |
| 4e | Jai Hindley       | Australie | Bora-Hansgrohe        | + 13 s          |
| 5e | João Almeida      | Portugal  | UAE Team Emirates     | + 13 s          |
| 6e | Mikel Landa       | Espagne   | Bahrain Victorious    | + 13 s          |
| 7e | Michael Woods     | Canada    | Israel-Premier Tech   | + 13 s          |
| 8e | Cian Uijtdebroeks | Belgique  | Bora-Hansgrohe        | + 13 s          |
| 9e | Esteban Chaves    | Colombie  | EF Education-EasyPost | + 13 s          |
| 10e | Romain Bardet     | France    | Team DSM              | + 13 s          |

| \| Classement général \| Classement général \| Classement général \| Classement général \| Classement général \| \| Coureur \| Coureur \| Pays \| Équipe \| Temps \| \| ------------------ \| ------------------ \| ------------------ \| --------------------- \| ------------------ \| \| 1er \| Primož Roglič \| Slovénie \| Jumbo-Visma \| 38 h 10 min 22 s \| \| 2e \| Remco Evenepoel \| Belgique \| Soudal Quick-Step \| + 0 s \| \| 3e \| Giulio Ciccone \| Italie \| Trek-Segafredo \| + 19 s \| \| 4e \| Mikel Landa \| Espagne \| Bahrain Victorious \| + 44 s \| \| 5e \| João Almeida \| Portugal \| UAE Team Emirates \| + 44 s \| \| 6e \| Jai Hindley \| Australie \| Bora-Hansgrohe \| + 48 s \| \| 7e \| Michael Woods \| Canada \| Israel-Premier Tech \| + 48 s \| \| 8e \| Esteban Chaves \| Colombie \| EF Education-EasyPost \| + 48 s \| \| 9e \| Cian Uijtdebroeks \| Belgique \| Bora-Hansgrohe \| + 58 s \| \| 10e \| Marc Soler \| Espagne \| UAE Team Emirates \| + 1 min 12 s \| |                   |           |                       |                  |
| |                   |           |                       |                  |
| Source : ProCyclingStats |                   |           |                       |                  |
| Classement général |                   |           |                       |                  |
| Coureur | Coureur           | Pays      | Équipe                | Temps            |
| 1er | Primož Roglič     | Slovénie  | Jumbo-Visma           | 38 h 10 min 22 s |
| 2e | Remco Evenepoel   | Belgique  | Soudal Quick-Step     | + 0 s            |
| 3e | Giulio Ciccone    | Italie    | Trek-Segafredo        | + 19 s           |
| 4e | Mikel Landa       | Espagne   | Bahrain Victorious    | + 44 s           |
| 5e | João Almeida      | Portugal  | UAE Team Emirates     | + 44 s           |
| 6e | Jai Hindley       | Australie | Bora-Hansgrohe        | + 48 s           |
| 7e | Michael Woods     | Canada    | Israel-Premier Tech   | + 48 s           |
| 8e | Esteban Chaves    | Colombie  | EF Education-EasyPost | + 48 s           |
| 9e | Cian Uijtdebroeks | Belgique  | Bora-Hansgrohe        | + 58 s           |
| 10e | Marc Soler        | Espagne   | UAE Team Emirates     | + 1 min 12 s     |

### 4eétape
Sprint massif où l'Australien Kaden Groves (Alpecin-Deceuninck) double le Français Bryan Coquard (Cofidis) dans les derniers mètres.
| \| Classement de l'étape \| Classement de l'étape \| Classement de l'étape \| Classement de l'étape \| Classement de l'étape \| \| Coureur \| Coureur \| Pays \| Équipe \| Temps \| \| --------------------- \| --------------------- \| --------------------- \| ------------------------ \| --------------------- \| \| 1er \| Kaden Groves \| Australie \| Alpecin-Deceuninck \| 4 h 19 min 37 s \| \| 2e \| Bryan Coquard \| France \| Cofidis \| + 0 s \| \| 3e \| Corbin Strong \| Nouvelle-Zélande \| Israel-Premier Tech \| + 0 s \| \| 4e \| Ide Schelling \| Pays-Bas \| Bora-Hansgrohe \| + 0 s \| \| 5e \| Clément Venturini \| France \| AG2R Citroën Team \| + 0 s \| \| 6e \| Frederik Wandahl \| Danemark \| Bora-Hansgrohe \| + 0 s \| \| 7e \| Jon Aberasturi \| Espagne \| Trek-Segafredo \| + 0 s \| \| 8e \| Milan Menten \| Belgique \| Lotto Dstny \| + 0 s \| \| 9e \| Arne Marit \| Belgique \| Intermarché-Circus-Wanty \| + 0 s \| \| 10e \| Simone Velasco \| Italie \| Astana Qazaqstan Team \| + 0 s \| |                   |                  |                          |                 |
| |                   |                  |                          |                 |
| Source : ProCyclingStats |                   |                  |                          |                 |
| Classement de l'étape |                   |                  |                          |                 |
| Coureur | Coureur           | Pays             | Équipe                   | Temps           |
| 1er | Kaden Groves      | Australie        | Alpecin-Deceuninck       | 4 h 19 min 37 s |
| 2e | Bryan Coquard     | France           | Cofidis                  | + 0 s           |
| 3e | Corbin Strong     | Nouvelle-Zélande | Israel-Premier Tech      | + 0 s           |
| 4e | Ide Schelling     | Pays-Bas         | Bora-Hansgrohe           | + 0 s           |
| 5e | Clément Venturini | France           | AG2R Citroën Team        | + 0 s           |
| 6e | Frederik Wandahl  | Danemark         | Bora-Hansgrohe           | + 0 s           |
| 7e | Jon Aberasturi    | Espagne          | Trek-Segafredo           | + 0 s           |
| 8e | Milan Menten      | Belgique         | Lotto Dstny              | + 0 s           |
| 9e | Arne Marit        | Belgique         | Intermarché-Circus-Wanty | + 0 s           |
| 10e | Simone Velasco    | Italie           | Astana Qazaqstan Team    | + 0 s           |

| \| Classement général \| Classement général \| Classement général \| Classement général \| Classement général \| \| Coureur \| Coureur \| Pays \| Équipe \| Temps \| \| ------------------ \| ------------------ \| ------------------ \| --------------------- \| ------------------ \| \| 1er \| Primož Roglič \| Slovénie \| Jumbo-Visma \| 17 h 01 min 54 s \| \| 2e \| Remco Evenepoel \| Belgique \| Soudal Quick-Step \| + 0 s \| \| 3e \| Giulio Ciccone \| Italie \| Trek-Segafredo \| + 19 s \| \| 4e \| Mikel Landa \| Espagne \| Bahrain Victorious \| + 44 s \| \| 5e \| João Almeida \| Portugal \| UAE Team Emirates \| + 44 s \| \| 6e \| Michael Woods \| Canada \| Israel-Premier Tech \| + 48 s \| \| 7e \| Jai Hindley \| Australie \| Bora-Hansgrohe \| + 48 s \| \| 8e \| Esteban Chaves \| Colombie \| EF Education-EasyPost \| + 48 s \| \| 9e \| Cian Uijtdebroeks \| Belgique \| Bora-Hansgrohe \| + 58 s \| \| 10e \| Marc Soler \| Espagne \| UAE Team Emirates \| + 1 min 12 s \| |                   |           |                       |                  |
| |                   |           |                       |                  |
| Source : ProCyclingStats |                   |           |                       |                  |
| Classement général |                   |           |                       |                  |
| Coureur | Coureur           | Pays      | Équipe                | Temps            |
| 1er | Primož Roglič     | Slovénie  | Jumbo-Visma           | 17 h 01 min 54 s |
| 2e | Remco Evenepoel   | Belgique  | Soudal Quick-Step     | + 0 s            |
| 3e | Giulio Ciccone    | Italie    | Trek-Segafredo        | + 19 s           |
| 4e | Mikel Landa       | Espagne   | Bahrain Victorious    | + 44 s           |
| 5e | João Almeida      | Portugal  | UAE Team Emirates     | + 44 s           |
| 6e | Michael Woods     | Canada    | Israel-Premier Tech   | + 48 s           |
| 7e | Jai Hindley       | Australie | Bora-Hansgrohe        | + 48 s           |
| 8e | Esteban Chaves    | Colombie  | EF Education-EasyPost | + 48 s           |
| 9e | Cian Uijtdebroeks | Belgique  | Bora-Hansgrohe        | + 58 s           |
| 10e | Marc Soler        | Espagne   | UAE Team Emirates     | + 1 min 12 s     |

### 5eétape
Dans l'ascension final de Lo Port  (9,4 km avec une pente moyenne de 8 %), l’Éthiopien Tsgabu Grmay (Jayco AlUla), dernier rescapé de l’échappée, est repris à 6 km de la ligne. Au passage sous la flamme rouge, quatre hommes sont en tête : les deux premiers du classement général Primož Roglič et Remco Evenepoel ainsi que les coéquipiers du team UAE Emirates João Almeida et Marc Soler. Bientôt, Roglič et Evenepoel se retrouvent seuls en tête. Dans les tout derniers mètres, le Slovène laisse sur place le Belge qui craque et s'impose avec 6 secondes d'avance.
| \| Classement de l'étape \| Classement de l'étape \| Classement de l'étape \| Classement de l'étape \| Classement de l'étape \| \| Coureur \| Coureur \| Pays \| Équipe \| Temps \| \| --------------------- \| --------------------- \| --------------------- \| --------------------- \| --------------------- \| \| 1er \| Primož Roglič \| Slovénie \| Jumbo-Visma \| 4 h 27 min 41 s \| \| 2e \| Remco Evenepoel \| Belgique \| Soudal Quick-Step \| + 6 s \| \| 3e \| João Almeida \| Portugal \| UAE Team Emirates \| + 12 s \| \| 4e \| Marc Soler \| Espagne \| UAE Team Emirates \| + 12 s \| \| 5e \| Rigoberto Urán \| Colombie \| EF Education-EasyPost \| + 44 s \| \| 6e \| Lenny Martinez \| France \| Groupama-FDJ \| + 47 s \| \| 7e \| Mikel Landa \| Espagne \| Bahrain Victorious \| + 56 s \| \| 8e \| Michael Woods \| Canada \| Israel-Premier Tech \| + 56 s \| \| 9e \| Jai Hindley \| Australie \| Bora-Hansgrohe \| + 1 min 04 s \| \| 10e \| Cian Uijtdebroeks \| Belgique \| Bora-Hansgrohe \| + 1 min 15 s \| |                   |           |                       |                 |
| |                   |           |                       |                 |
| Source : ProCyclingStats |                   |           |                       |                 |
| Classement de l'étape |                   |           |                       |                 |
| Coureur | Coureur           | Pays      | Équipe                | Temps           |
| 1er | Primož Roglič     | Slovénie  | Jumbo-Visma           | 4 h 27 min 41 s |
| 2e | Remco Evenepoel   | Belgique  | Soudal Quick-Step     | + 6 s           |
| 3e | João Almeida      | Portugal  | UAE Team Emirates     | + 12 s          |
| 4e | Marc Soler        | Espagne   | UAE Team Emirates     | + 12 s          |
| 5e | Rigoberto Urán    | Colombie  | EF Education-EasyPost | + 44 s          |
| 6e | Lenny Martinez    | France    | Groupama-FDJ          | + 47 s          |
| 7e | Mikel Landa       | Espagne   | Bahrain Victorious    | + 56 s          |
| 8e | Michael Woods     | Canada    | Israel-Premier Tech   | + 56 s          |
| 9e | Jai Hindley       | Australie | Bora-Hansgrohe        | + 1 min 04 s    |
| 10e | Cian Uijtdebroeks | Belgique  | Bora-Hansgrohe        | + 1 min 15 s    |

| \| Classement général \| Classement général \| Classement général \| Classement général \| Classement général \| \| Coureur \| Coureur \| Pays \| Équipe \| Temps \| \| ------------------ \| ------------------ \| ------------------ \| --------------------- \| ------------------ \| \| 1er \| Primož Roglič \| Slovénie \| Jumbo-Visma \| 21 h 29 min 25 s \| \| 2e \| Remco Evenepoel \| Belgique \| Soudal Quick-Step \| + 10 s \| \| 3e \| João Almeida \| Portugal \| UAE Team Emirates \| + 1 min 02 s \| \| 4e \| Mikel Landa \| Espagne \| Bahrain Victorious \| + 1 min 50 s \| \| 5e \| Marc Soler \| Espagne \| UAE Team Emirates \| + 1 min 50 s \| \| 6e \| Michael Woods \| Canada \| Israel-Premier Tech \| + 1 min 54 s \| \| 7e \| Giulio Ciccone \| Italie \| Trek-Segafredo \| + 1 min 57 s \| \| 8e \| Jai Hindley \| Australie \| Bora-Hansgrohe \| + 2 min 02 s \| \| 9e \| Cian Uijtdebroeks \| Belgique \| Bora-Hansgrohe \| + 2 min 23 s \| \| 10e \| Rigoberto Urán \| Colombie \| EF Education-EasyPost \| + 2 min 44 s \| |                   |           |                       |                  |
| |                   |           |                       |                  |
| Source : ProCyclingStats |                   |           |                       |                  |
| Classement général |                   |           |                       |                  |
| Coureur | Coureur           | Pays      | Équipe                | Temps            |
| 1er | Primož Roglič     | Slovénie  | Jumbo-Visma           | 21 h 29 min 25 s |
| 2e | Remco Evenepoel   | Belgique  | Soudal Quick-Step     | + 10 s           |
| 3e | João Almeida      | Portugal  | UAE Team Emirates     | + 1 min 02 s     |
| 4e | Mikel Landa       | Espagne   | Bahrain Victorious    | + 1 min 50 s     |
| 5e | Marc Soler        | Espagne   | UAE Team Emirates     | + 1 min 50 s     |
| 6e | Michael Woods     | Canada    | Israel-Premier Tech   | + 1 min 54 s     |
| 7e | Giulio Ciccone    | Italie    | Trek-Segafredo        | + 1 min 57 s     |
| 8e | Jai Hindley       | Australie | Bora-Hansgrohe        | + 2 min 02 s     |
| 9e | Cian Uijtdebroeks | Belgique  | Bora-Hansgrohe        | + 2 min 23 s     |
| 10e | Rigoberto Urán    | Colombie  | EF Education-EasyPost | + 2 min 44 s     |

### 6eétape
L'échappée de six coureurs est reprise à 32 kilomètres du terme. Moment choisi pour Marc Soler pour s'isoler en tête. Cinq kilomètres plus loin, Remco Evenepoel sort à son tour du peloton immédiatement suivi comme son ombre par Primož Roglič. À 21 km du terme le duo Evenepoel-Roglič revient sur Soler pais lâche celui-ci. Mais Roglič refuse de prendre le moindre relais et Evenepoel, las de la non collaboration du Slovène, finit par couper son effort à 9 km de l'arrivée provoquant un regroupement général. La victoire se joue ainsi au sprint et Kaden Groves, déjà vainqueur deux jours plus tôt, s'impose avec une demi-longueur d'avance sur Bryan Coquard.
| \| Classement de l'étape \| Classement de l'étape \| Classement de l'étape \| Classement de l'étape \| Classement de l'étape \| \| Coureur \| Coureur \| Pays \| Équipe \| Temps \| \| --------------------- \| --------------------- \| --------------------- \| --------------------- \| --------------------- \| \| 1er \| Kaden Groves \| Australie \| Alpecin-Deceuninck \| 3 h 50 min 32 s \| \| 2e \| Bryan Coquard \| France \| Cofidis \| + 0 s \| \| 3e \| Ide Schelling \| Pays-Bas \| Bora-Hansgrohe \| + 0 s \| \| 4e \| Maxim Van Gils \| Belgique \| Lotto Dstny \| + 0 s \| \| 5e \| Remco Evenepoel \| Belgique \| Soudal Quick-Step \| + 0 s \| \| 6e \| Andreas Kron \| Danemark \| Lotto Dstny \| + 0 s \| \| 7e \| Dorian Godon \| France \| AG2R Citroën Team \| + 0 s \| \| 8e \| Patrick Konrad \| Autriche \| Bora-Hansgrohe \| + 0 s \| \| 9e \| Primož Roglič \| Slovénie \| Jumbo-Visma \| + 0 s \| \| 10e \| Finn Fisher-Black \| Nouvelle-Zélande \| UAE Team Emirates \| + 0 s \| |                   |                  |                    |                 |
| |                   |                  |                    |                 |
| Source : ProCyclingStats |                   |                  |                    |                 |
| Classement de l'étape |                   |                  |                    |                 |
| Coureur | Coureur           | Pays             | Équipe             | Temps           |
| 1er | Kaden Groves      | Australie        | Alpecin-Deceuninck | 3 h 50 min 32 s |
| 2e | Bryan Coquard     | France           | Cofidis            | + 0 s           |
| 3e | Ide Schelling     | Pays-Bas         | Bora-Hansgrohe     | + 0 s           |
| 4e | Maxim Van Gils    | Belgique         | Lotto Dstny        | + 0 s           |
| 5e | Remco Evenepoel   | Belgique         | Soudal Quick-Step  | + 0 s           |
| 6e | Andreas Kron      | Danemark         | Lotto Dstny        | + 0 s           |
| 7e | Dorian Godon      | France           | AG2R Citroën Team  | + 0 s           |
| 8e | Patrick Konrad    | Autriche         | Bora-Hansgrohe     | + 0 s           |
| 9e | Primož Roglič     | Slovénie         | Jumbo-Visma        | + 0 s           |
| 10e | Finn Fisher-Black | Nouvelle-Zélande | UAE Team Emirates  | + 0 s           |

| \| Classement général \| Classement général \| Classement général \| Classement général \| Classement général \| \| Coureur \| Coureur \| Pays \| Équipe \| Temps \| \| ------------------ \| ------------------ \| ------------------ \| --------------------- \| ------------------ \| \| 1er \| Primož Roglič \| Slovénie \| Jumbo-Visma \| 25 h 19 min 52 s \| \| 2e \| Remco Evenepoel \| Belgique \| Soudal Quick-Step \| + 10 s \| \| 3e \| João Almeida \| Portugal \| UAE Team Emirates \| + 1 min 07 s \| \| 4e \| Marc Soler \| Espagne \| UAE Team Emirates \| + 1 min 54 s \| \| 5e \| Mikel Landa \| Espagne \| Bahrain Victorious \| + 1 min 55 s \| \| 6e \| Michael Woods \| Canada \| Israel-Premier Tech \| + 1 min 59 s \| \| 7e \| Giulio Ciccone \| Italie \| Trek-Segafredo \| + 2 min 02 s \| \| 8e \| Jai Hindley \| Australie \| Bora-Hansgrohe \| + 2 min 07 s \| \| 9e \| Cian Uijtdebroeks \| Belgique \| Bora-Hansgrohe \| + 2 min 28 s \| \| 10e \| Rigoberto Urán \| Colombie \| EF Education-EasyPost \| + 2 min 49 s \| |                   |           |                       |                  |
| |                   |           |                       |                  |
| Source : ProCyclingStats |                   |           |                       |                  |
| Classement général |                   |           |                       |                  |
| Coureur | Coureur           | Pays      | Équipe                | Temps            |
| 1er | Primož Roglič     | Slovénie  | Jumbo-Visma           | 25 h 19 min 52 s |
| 2e | Remco Evenepoel   | Belgique  | Soudal Quick-Step     | + 10 s           |
| 3e | João Almeida      | Portugal  | UAE Team Emirates     | + 1 min 07 s     |
| 4e | Marc Soler        | Espagne   | UAE Team Emirates     | + 1 min 54 s     |
| 5e | Mikel Landa       | Espagne   | Bahrain Victorious    | + 1 min 55 s     |
| 6e | Michael Woods     | Canada    | Israel-Premier Tech   | + 1 min 59 s     |
| 7e | Giulio Ciccone    | Italie    | Trek-Segafredo        | + 2 min 02 s     |
| 8e | Jai Hindley       | Australie | Bora-Hansgrohe        | + 2 min 07 s     |
| 9e | Cian Uijtdebroeks | Belgique  | Bora-Hansgrohe        | + 2 min 28 s     |
| 10e | Rigoberto Urán    | Colombie  | EF Education-EasyPost | + 2 min 49 s     |

### 7eétape
Neuf fuyards font la course en tête avant d'être progressivement repris par le peloton à une petite trentaine de kilomètres sur le circuit local de Montjuïc que les coureurs accomplissent six fois. À 28,5 km du terme, la bagarre tant attendue en vue de la victoire au classement général prend corps à la suite d'une attaque tranchante de Remco Evenepoel, deuxième du classement à 10 secondes de Primož Roglič. Comme la veille, le Slovène, leader du classement général, saute dans la roue du champion du monde et le suit. Dans les deux dernières montées de la côte de Montjuïc, Evenepoel accélère encore en vue de décrocher Roglič mais en vain. Les deux hommes se présentent à l'arrivée où Evenepoel s'adjuge l'étape alors que Roglič conserve définitivement son maillot vert et blanc de leader du classement général.
| \| Classement de l'étape \| Classement de l'étape \| Classement de l'étape \| Classement de l'étape \| Classement de l'étape \| \| Coureur \| Coureur \| Pays \| Équipe \| Temps \| \| --------------------- \| --------------------- \| --------------------- \| --------------------- \| --------------------- \| \| 1er \| Remco Evenepoel \| Belgique \| Soudal Quick-Step \| 2 h 59 min 24 s \| \| 2e \| Primož Roglič \| Slovénie \| Jumbo-Visma \| + 0 s \| \| 3e \| Marc Soler \| Espagne \| UAE Team Emirates \| + 53 s \| \| 4e \| Corbin Strong \| Nouvelle-Zélande \| Israel-Premier Tech \| + 58 s \| \| 5e \| Giulio Ciccone \| Italie \| Trek-Segafredo \| + 58 s \| \| 6e \| Andreas Kron \| Danemark \| Lotto Dstny \| + 58 s \| \| 7e \| Mikel Landa \| Espagne \| Bahrain Victorious \| + 58 s \| \| 8e \| David de la Cruz \| Espagne \| Astana Qazaqstan Team \| + 58 s \| \| 9e \| Koen Bouwman \| Pays-Bas \| Jumbo-Visma \| + 58 s \| \| 10e \| Oscar Onley \| Royaume-Uni \| Team DSM \| + 58 s \| |                  |                  |                       |                 |
| |                  |                  |                       |                 |
| Source : ProCyclingStats |                  |                  |                       |                 |
| Classement de l'étape |                  |                  |                       |                 |
| Coureur | Coureur          | Pays             | Équipe                | Temps           |
| 1er | Remco Evenepoel  | Belgique         | Soudal Quick-Step     | 2 h 59 min 24 s |
| 2e | Primož Roglič    | Slovénie         | Jumbo-Visma           | + 0 s           |
| 3e | Marc Soler       | Espagne          | UAE Team Emirates     | + 53 s          |
| 4e | Corbin Strong    | Nouvelle-Zélande | Israel-Premier Tech   | + 58 s          |
| 5e | Giulio Ciccone   | Italie           | Trek-Segafredo        | + 58 s          |
| 6e | Andreas Kron     | Danemark         | Lotto Dstny           | + 58 s          |
| 7e | Mikel Landa      | Espagne          | Bahrain Victorious    | + 58 s          |
| 8e | David de la Cruz | Espagne          | Astana Qazaqstan Team | + 58 s          |
| 9e | Koen Bouwman     | Pays-Bas         | Jumbo-Visma           | + 58 s          |
| 10e | Oscar Onley      | Royaume-Uni      | Team DSM              | + 58 s          |

## Classements finals

### Classement général final
| \| Classement général \| Classement général \| Classement général \| Classement général \| Classement général \| \| Coureur \| Coureur \| Pays \| Équipe \| Temps \| \| ------------------ \| ------------------ \| ------------------ \| --------------------- \| ------------------ \| \| 1er \| Primož Roglič \| Slovénie \| Jumbo-Visma \| 28 h 19 min 10 s \| \| 2e \| Remco Evenepoel \| Belgique \| Soudal Quick-Step \| + 6 s \| \| 3e \| João Almeida \| Portugal \| UAE Team Emirates \| + 2 min 11 s \| \| 4e \| Marc Soler \| Espagne \| UAE Team Emirates \| + 2 min 49 s \| \| 5e \| Mikel Landa \| Espagne \| Bahrain Victorious \| + 2 min 59 s \| \| 6e \| Michael Woods \| Canada \| Israel-Premier Tech \| + 3 min 03 s \| \| 7e \| Giulio Ciccone \| Italie \| Trek-Segafredo \| + 3 min 06 s \| \| 8e \| Jai Hindley \| Australie \| Bora-Hansgrohe \| + 3 min 11 s \| \| 9e \| Cian Uijtdebroeks \| Belgique \| Bora-Hansgrohe \| + 3 min 32 s \| \| 10e \| Rigoberto Urán \| Colombie \| EF Education-EasyPost \| + 3 min 53 s \| |                   |           |                       |                  |
| |                   |           |                       |                  |
| Source : ProCyclingStats |                   |           |                       |                  |
| Classement général |                   |           |                       |                  |
| Coureur | Coureur           | Pays      | Équipe                | Temps            |
| 1er | Primož Roglič     | Slovénie  | Jumbo-Visma           | 28 h 19 min 10 s |
| 2e | Remco Evenepoel   | Belgique  | Soudal Quick-Step     | + 6 s            |
| 3e | João Almeida      | Portugal  | UAE Team Emirates     | + 2 min 11 s     |
| 4e | Marc Soler        | Espagne   | UAE Team Emirates     | + 2 min 49 s     |
| 5e | Mikel Landa       | Espagne   | Bahrain Victorious    | + 2 min 59 s     |
| 6e | Michael Woods     | Canada    | Israel-Premier Tech   | + 3 min 03 s     |
| 7e | Giulio Ciccone    | Italie    | Trek-Segafredo        | + 3 min 06 s     |
| 8e | Jai Hindley       | Australie | Bora-Hansgrohe        | + 3 min 11 s     |
| 9e | Cian Uijtdebroeks | Belgique  | Bora-Hansgrohe        | + 3 min 32 s     |
| 10e | Rigoberto Urán    | Colombie  | EF Education-EasyPost | + 3 min 53 s     |

### Classements annexes
| Classement de la montagne | Classement de la montagne | Classement de la montagne | Classement de la montagne | Classement de la montagne |
| Coureur                   | Coureur                   | Pays                      | Équipe                    | Points                    |
| ------------------------- | ------------------------- | ------------------------- | ------------------------- | ------------------------- |
| 1er                       | Remco Evenepoel           | Belgique                  | Soudal Quick-Step         | 69 pts                    |
| 2e                        | Primož Roglič             | Slovénie                  | Jumbo-Visma               | 68 pts                    |
| 3e                        | Guillaume Martin          | France                    | Cofidis                   | 61 pts                    |
| 4e                        | Simone Petilli            | Italie                    | Intermarché-Circus-Wanty  | 37 pts                    |
| 5e                        | Giulio Ciccone            | Italie                    | Trek-Segafredo            | 32 pts                    |
| 6e                        | João Almeida              | Portugal                  | UAE Team Emirates         | 29 pts                    |
| 7e                        | Marc Soler                | Espagne                   | UAE Team Emirates         | 27 pts                    |
| 8e                        | Richard Carapaz           | Équateur                  | EF Education-EasyPost     | 22 pts                    |
| 9e                        | Maxim Van Gils            | Belgique                  | Lotto Dstny               | 20 pts                    |
| 10e                       | Mikel Landa               | Espagne                   | Bahrain Victorious        | 16 pts                    |

| Classement de la montagne | Classement de la montagne | Classement de la montagne | Classement de la montagne | Classement de la montagne |
| Coureur                   | Coureur                   | Pays                      | Équipe                    | Points                    |
| ------------------------- | ------------------------- | ------------------------- | ------------------------- | ------------------------- |
| 1er                       | Remco Evenepoel           | Belgique                  | Soudal Quick-Step         | 69 pts                    |
| 2e                        | Primož Roglič             | Slovénie                  | Jumbo-Visma               | 68 pts                    |
| 3e                        | Guillaume Martin          | France                    | Cofidis                   | 61 pts                    |
| 4e                        | Simone Petilli            | Italie                    | Intermarché-Circus-Wanty  | 37 pts                    |
| 5e                        | Giulio Ciccone            | Italie                    | Trek-Segafredo            | 32 pts                    |
| 6e                        | João Almeida              | Portugal                  | UAE Team Emirates         | 29 pts                    |
| 7e                        | Marc Soler                | Espagne                   | UAE Team Emirates         | 27 pts                    |
| 8e                        | Richard Carapaz           | Équateur                  | EF Education-EasyPost     | 22 pts                    |
| 9e                        | Maxim Van Gils            | Belgique                  | Lotto Dstny               | 20 pts                    |
| 10e                       | Mikel Landa               | Espagne                   | Bahrain Victorious        | 16 pts                    |

| Classement par points | Classement par points | Classement par points | Classement par points    | Classement par points |
| Coureur               | Coureur               | Pays                  | Équipe                   | Points                |
| --------------------- | --------------------- | --------------------- | ------------------------ | --------------------- |
| 1er                   | Primož Roglič         | Slovénie              | Jumbo-Visma              | 43 pts                |
| 2e                    | Remco Evenepoel       | Belgique              | Soudal Quick-Step        | 41 pts                |
| 3e                    | Kaden Groves          | Australie             | Alpecin-Deceuninck       | 20 pts                |
| 4e                    | Giulio Ciccone        | Italie                | Trek-Segafredo           | 14 pts                |
| 5e                    | Bryan Coquard         | France                | Cofidis                  | 12 pts                |
| 6e                    | Simone Petilli        | Italie                | Intermarché-Circus-Wanty | 8 pts                 |
| 7e                    | Ide Schelling         | Pays-Bas              | Bora-Hansgrohe           | 8 pts                 |
| 8e                    | Richard Carapaz       | Équateur              | EF Education-EasyPost    | 6 pts                 |
| 9e                    | Marc Soler            | Espagne               | UAE Team Emirates        | 5 pts                 |
| 10e                   | Roger Adrià           | Espagne               | Equipo Kern Pharma       | 4 pts                 |

| Classement par points | Classement par points | Classement par points | Classement par points    | Classement par points |
| Coureur               | Coureur               | Pays                  | Équipe                   | Points                |
| --------------------- | --------------------- | --------------------- | ------------------------ | --------------------- |
| 1er                   | Primož Roglič         | Slovénie              | Jumbo-Visma              | 43 pts                |
| 2e                    | Remco Evenepoel       | Belgique              | Soudal Quick-Step        | 41 pts                |
| 3e                    | Kaden Groves          | Australie             | Alpecin-Deceuninck       | 20 pts                |
| 4e                    | Giulio Ciccone        | Italie                | Trek-Segafredo           | 14 pts                |
| 5e                    | Bryan Coquard         | France                | Cofidis                  | 12 pts                |
| 6e                    | Simone Petilli        | Italie                | Intermarché-Circus-Wanty | 8 pts                 |
| 7e                    | Ide Schelling         | Pays-Bas              | Bora-Hansgrohe           | 8 pts                 |
| 8e                    | Richard Carapaz       | Équateur              | EF Education-EasyPost    | 6 pts                 |
| 9e                    | Marc Soler            | Espagne               | UAE Team Emirates        | 5 pts                 |
| 10e                   | Roger Adrià           | Espagne               | Equipo Kern Pharma       | 4 pts                 |

| Classement du meilleur jeune | Classement du meilleur jeune | Classement du meilleur jeune | Classement du meilleur jeune | Classement du meilleur jeune |
| Coureur                      | Coureur                      | Pays                         | Équipe                       | Temps                        |
| ---------------------------- | ---------------------------- | ---------------------------- | ---------------------------- | ---------------------------- |
| 1er                          | Remco Evenepoel              | Belgique                     | Soudal Quick-Step            | 28 h 19 min 16 s             |
| 2e                           | Cian Uijtdebroeks            | Belgique                     | Bora-Hansgrohe               | + 3 min 26 s                 |
| 3e                           | Lenny Martinez               | France                       | Groupama-FDJ                 | + 4 min 19 s                 |
| 4e                           | Lennert Van Eetvelt          | Belgique                     | Lotto Dstny                  | + 6 min 21 s                 |
| 5e                           | Oscar Onley                  | Royaume-Uni                  | Team DSM                     | + 25 min 45 s                |
| 6e                           | Ilan Van Wilder              | Belgique                     | Soudal Quick-Step            | + 29 min 19 s                |
| 7e                           | Hugo Toumire                 | France                       | Cofidis                      | + 33 min 34 s                |
| 8e                           | Matthew Riccitello           | États-Unis                   | Israel-Premier Tech          | + 37 min 03 s                |
| 9e                           | Finn Fisher-Black            | Nouvelle-Zélande             | UAE Team Emirates            | + 39 min 52 s                |
| 10e                          | Raúl García Pierna           | Espagne                      | Equipo Kern Pharma           | + 47 min 42 s                |

| Classement du meilleur jeune | Classement du meilleur jeune | Classement du meilleur jeune | Classement du meilleur jeune | Classement du meilleur jeune |
| Coureur                      | Coureur                      | Pays                         | Équipe                       | Temps                        |
| ---------------------------- | ---------------------------- | ---------------------------- | ---------------------------- | ---------------------------- |
| 1er                          | Remco Evenepoel              | Belgique                     | Soudal Quick-Step            | 28 h 19 min 16 s             |
| 2e                           | Cian Uijtdebroeks            | Belgique                     | Bora-Hansgrohe               | + 3 min 26 s                 |
| 3e                           | Lenny Martinez               | France                       | Groupama-FDJ                 | + 4 min 19 s                 |
| 4e                           | Lennert Van Eetvelt          | Belgique                     | Lotto Dstny                  | + 6 min 21 s                 |
| 5e                           | Oscar Onley                  | Royaume-Uni                  | Team DSM                     | + 25 min 45 s                |
| 6e                           | Ilan Van Wilder              | Belgique                     | Soudal Quick-Step            | + 29 min 19 s                |
| 7e                           | Hugo Toumire                 | France                       | Cofidis                      | + 33 min 34 s                |
| 8e                           | Matthew Riccitello           | États-Unis                   | Israel-Premier Tech          | + 37 min 03 s                |
| 9e                           | Finn Fisher-Black            | Nouvelle-Zélande             | UAE Team Emirates            | + 39 min 52 s                |
| 10e                          | Raúl García Pierna           | Espagne                      | Equipo Kern Pharma           | + 47 min 42 s                |

| Classement par équipes | Classement par équipes | Classement par équipes | Classement par équipes |
| Équipe                 | Équipe                 | Pays                   | Temps                  |
| ---------------------- | ---------------------- | ---------------------- | ---------------------- |
| 1re                    | UAE Team Emirates      | Émirats arabes unis    | 85 h 08 min 48 s       |
| 2e                     | EF Education-EasyPost  | États-Unis             | + 8 min 54 s           |
| 3e                     | Bora-Hansgrohe         | Allemagne              | + 9 min 45 s           |
| 4e                     | Movistar Team          | Espagne                | + 13 min 35 s          |
| 5e                     | Bahrain Victorious     | Bahreïn                | + 15 min 59 s          |
| 6e                     | AG2R Citroën Team      | France                 | + 16 min 09 s          |
| 7e                     | Jumbo-Visma            | Pays-Bas               | + 17 min 30 s          |
| 8e                     | Cofidis                | France                 | + 32 min 43 s          |
| 9e                     | Israel-Premier Tech    | Israël                 | + 33 min 04 s          |
| 10e                    | Soudal Quick-Step      | Belgique               | + 40 min 36 s          |

| Classement par équipes | Classement par équipes | Classement par équipes | Classement par équipes |
| Équipe                 | Équipe                 | Pays                   | Temps                  |
| ---------------------- | ---------------------- | ---------------------- | ---------------------- |
| 1re                    | UAE Team Emirates      | Émirats arabes unis    | 85 h 08 min 48 s       |
| 2e                     | EF Education-EasyPost  | États-Unis             | + 8 min 54 s           |
| 3e                     | Bora-Hansgrohe         | Allemagne              | + 9 min 45 s           |
| 4e                     | Movistar Team          | Espagne                | + 13 min 35 s          |
| 5e                     | Bahrain Victorious     | Bahreïn                | + 15 min 59 s          |
| 6e                     | AG2R Citroën Team      | France                 | + 16 min 09 s          |
| 7e                     | Jumbo-Visma            | Pays-Bas               | + 17 min 30 s          |
| 8e                     | Cofidis                | France                 | + 32 min 43 s          |
| 9e                     | Israel-Premier Tech    | Israël                 | + 33 min 04 s          |
| 10e                    | Soudal Quick-Step      | Belgique               | + 40 min 36 s          |

## Classements UCI
La course attribue des points au Classement mondial UCI 2023 selon le barème suivant :
| Position           | 1er | 2e  | 3e  | 4e  | 5e  | 6e  | 7e  | 8e  | 9e | 10e | 11e | 12e | 13e | 14e | 15e | 16e à 20e | 21e à 30e | 31e à 50e | 51e à 55e | 56e à 60e |
| Classement général | 400 | 320 | 260 | 220 | 180 | 140 | 120 | 100 | 80 | 68  | 56  | 48  | 40  | 32  | 28  | 24        | 16        | 8         | 4         | 2         |
| Par étapes         | 50  | 20  | 8   |     |     |     |     |     |    |     |     |     |     |     |     |           |           |           |           |           |
| Leader             | 8   |     |     |     |     |     |     |     |    |     |     |     |     |     |     |           |           |           |           |           |

## Évolution des classements
| Étape              | Vainqueur          | Classement général | Classement de la montagne | Classement des sprints | Classement du meilleur jeune | Classement par équipes |
| ------------------ | ------------------ | ------------------ | ------------------------- | ---------------------- | ---------------------------- | ---------------------- |
| 1                  | Primož Roglič      | Primož Roglič      | Jetse Bol                 | Primož Roglič          | Remco Evenepoel              | Bora-Hansgrohe         |
| 2                  | Giulio Ciccone     | Primož Roglič      | Giulio Ciccone            | Primož Roglič          | Remco Evenepoel              | UAE Emirates           |
| 3                  | Remco Evenepoel    | Primož Roglič      | Simone Petilli            | Primož Roglič          | Remco Evenepoel              | UAE Emirates           |
| 4                  | Kaden Groves       | Primož Roglič      | Guillaume Martin          | Primož Roglič          | Remco Evenepoel              | UAE Emirates           |
| 5                  | Primož Roglič      | Primož Roglič      | Primož Roglič             | Primož Roglič          | Remco Evenepoel              | UAE Emirates           |
| 6                  | Kaden Groves       | Primož Roglič      | Primož Roglič             | Primož Roglič          | Remco Evenepoel              | UAE Emirates           |
| 7                  | Remco Evenepoel    | Primož Roglič      | Remco Evenepoel           | Primož Roglič          | Remco Evenepoel              | UAE Emirates           |
| Classements finals | Classements finals | Primož Roglič      | Remco Evenepoel           | Primož Roglič          | Remco Evenepoel              | UAE Emirates           |

## Liste des participants
| Bora-Hansgrohe BOH | Bora-Hansgrohe BOH      | Bora-Hansgrohe BOH |
| ------------------ | ----------------------- | ------------------ |
| Num                | Coureur                 | Pos                |
| 1                  | Jai Hindley (AUS)       | 8e                 |
| 2                  | Patrick Konrad (AUT)    | 72e                |
| 3                  | Cian Uijtdebroeks (BEL) | 9e                 |
| 4                  | Frederik Wandahl (DEN)  | 82e                |
| 5                  | Ide Schelling (NED)     | 95e                |
| 6                  | Matteo Fabbro (ITA)     | 69e                |
| 7                  | Anton Palzer (GER)      | 37e                |

| Jumbo-Visma TJV | Jumbo-Visma TJV         | Jumbo-Visma TJV |
| --------------- | ----------------------- | --------------- |
| Num             | Coureur                 | Pos             |
| 11              | Primož Roglič (SLO)     | 1er             |
| 12              | Tobias Foss (NOR)       | 66e             |
| 13              | Koen Bouwman (NED)      | 40e             |
| 14              | Sepp Kuss (USA)         | 19e             |
| 15              | Michel Hessmann (GER)   | 117e            |
| 16              | Steven Kruijswijk (NED) | 34e             |
| 17              | Robert Gesink (NED)     | 88e             |

| UAE Team Emirates UAD | UAE Team Emirates UAD      | UAE Team Emirates UAD |
| --------------------- | -------------------------- | --------------------- |
| Num                   | Coureur                    | Pos                   |
| 21                    | João Almeida (POR) (route) | 3e                    |
| 22                    | Adam Yates (GBR)           | 28e                   |
| 23                    | George Bennett (NZL)       | 60e                   |
| 24                    | Rafał Majka (POL)          | 36e                   |
| 25                    | Finn Fisher-Black (NZL)    | 56e                   |
| 26                    | Ivo Oliveira (POR)         | 130e                  |
| 27                    | Marc Soler (ESP)           | 4e                    |

| Ineos Grenadiers IGD | Ineos Grenadiers IGD       | Ineos Grenadiers IGD |
| -------------------- | -------------------------- | -------------------- |
| Num                  | Coureur                    | Pos                  |
| 31                   | Egan Bernal (COL)          | AB-6                 |
| 32                   | Geraint Thomas (GBR)       | 45e                  |
| 33                   | Ethan Hayter (GBR)         | 63e                  |
| 34                   | Luke Plapp (AUS) (route)   | NP-1                 |
| 35                   | Ben Tulett (GBR)           | 87e                  |
| 36                   | Jonathan Castroviejo (ESP) | 16e                  |
| 37                   | Salvatore Puccio (ITA)     | 80e                  |

| Intermarché-Circus-Wanty ICW | Intermarché-Circus-Wanty ICW | Intermarché-Circus-Wanty ICW |
| ---------------------------- | ---------------------------- | ---------------------------- |
| Num                          | Coureur                      | Pos                          |
| 41                           | Louis Meintjes (RSA)         | NP-4                         |
| 42                           | Rune Herregodts (BEL)        | 126e                         |
| 43                           | Rein Taaramäe (EST)          | 33e                          |
| 44                           | Arne Marit (BEL)             | 121e                         |
| 45                           | Laurens Huys (BEL)           | 55e                          |
| 46                           | Simone Petilli (ITA)         | 31e                          |
| 47                           | Tom Paquot (BEL)             | NP-7                         |

| Soudal Quick-Step SOQ | Soudal Quick-Step SOQ         | Soudal Quick-Step SOQ |
| --------------------- | ----------------------------- | --------------------- |
| Num                   | Coureur                       | Pos                   |
| 51                    | Remco Evenepoel (BEL) (route) | 2e                    |
| 52                    | Jan Hirt (CZE)                | 49e                   |
| 53                    | Ilan Van Wilder (BEL)         | 43e                   |
| 54                    | Louis Vervaeke (BEL)          | AB-7                  |
| 55                    | Fausto Masnada (ITA)          | 64e                   |
| 56                    | Mattia Cattaneo (ITA)         | 70e                   |
| 57                    | Pieter Serry (BEL)            | AB-7                  |

| Groupama-FDJ GFC | Groupama-FDJ GFC         | Groupama-FDJ GFC |
| ---------------- | ------------------------ | ---------------- |
| Num              | Coureur                  | Pos              |
| 61               | Michael Storer (AUS)     | NP-4             |
| 62               | Bruno Armirail (FRA)     | 48e              |
| 63               | Reuben Thompson (NZL)    | 81e              |
| 64               | Lenny Martinez (FRA)     | 12e              |
| 65               | Lorenzo Germani (ITA)    | 111e             |
| 66               | Matthieu Ladagnous (FRA) | 109e             |
| 67               | Clément Davy (FRA)       | AB-3             |

| Bahrain Victorious TBV | Bahrain Victorious TBV    | Bahrain Victorious TBV |
| ---------------------- | ------------------------- | ---------------------- |
| Num                    | Coureur                   | Pos                    |
| 71                     | Mikel Landa (ESP)         | 5e                     |
| 72                     | Gino Mäder (SUI)          | 46e                    |
| 73                     | Jack Haig (AUS)           | AB-7                   |
| 74                     | Hermann Pernsteiner (AUT) | 42e                    |
| 75                     | Wout Poels (NED)          | 29e                    |
| 76                     | Rainer Kepplinger (AUT)   | AB-7                   |
| 77                     | Yukiya Arashiro (JPN)     | AB-7                   |

| Alpecin-Deceuninck ADC | Alpecin-Deceuninck ADC  | Alpecin-Deceuninck ADC |
| ---------------------- | ----------------------- | ---------------------- |
| Num                    | Coureur                 | Pos                    |
| 81                     | Stefano Oldani (ITA)    | 77e                    |
| 82                     | Nicola Conci (ITA)      | 58e                    |
| 83                     | Kaden Groves (AUS)      | 110e                   |
| 84                     | Xandro Meurisse (BEL)   | 83e                    |
| 85                     | Oscar Riesebeek (NED)   | NP-5                   |
| 86                     | Kristian Sbaragli (ITA) | NP-2                   |
| 87                     | Jimmy Janssens (BEL)    | AB-6                   |

| Cofidis COF | Cofidis COF              | Cofidis COF |
| ----------- | ------------------------ | ----------- |
| Num         | Coureur                  | Pos         |
| 91          | Jesús Herrada (ESP)      | 17e         |
| 92          | Guillaume Martin (FRA)   | 27e         |
| 93          | Bryan Coquard (FRA)      | 98e         |
| 94          | Alexandre Delettre (FRA) | 123e        |
| 95          | José Herrada (ESP)       | AB-7        |
| 96          | Hugo Toumire (FRA)       | 50e         |
| 97          | Thomas Champion (FRA)    | 125e        |

| Movistar Team MOV | Movistar Team MOV        | Movistar Team MOV |
| ----------------- | ------------------------ | ----------------- |
| Num               | Coureur                  | Pos               |
| 101               | Carlos Verona (ESP)      | 21e               |
| 102               | Iván Sosa (COL)          | 20e               |
| 103               | Einer Rubio (COL)        | 13e               |
| 104               | José Joaquín Rojas (ESP) | NP-4              |
| 105               | William Barta (USA)      | 41e               |
| 106               | Sergio Samitier (ESP)    | 99e               |
| 107               | Antonio Pedrero (ESP)    | AB-7              |

| Trek-Segafredo TFS | Trek-Segafredo TFS     | Trek-Segafredo TFS |
| ------------------ | ---------------------- | ------------------ |
| Num                | Coureur                | Pos                |
| 111                | Giulio Ciccone (ITA)   | 7e                 |
| 112                | Juan Pedro López (ESP) | 23e                |
| 113                | Quinn Simmons (USA)    | NP-5               |
| 114                | Jon Aberasturi (ESP)   | AB-7               |
| 115                | Kenny Elissonde (FRA)  | AB-2               |
| 116                | Dario Cataldo (ITA)    | AB-1               |
| 117                | Marc Brustenga (ESP)   | AB-6               |

| Arkéa-Samsic ARK | Arkéa-Samsic ARK        | Arkéa-Samsic ARK |
| ---------------- | ----------------------- | ---------------- |
| Num              | Coureur                 | Pos              |
| 121              | Hugo Hofstetter (FRA)   | AB-2             |
| 122              | Anthony Delaplace (FRA) | NP-2             |
| 123              | Élie Gesbert (FRA)      | 22e              |
| 124              | Louis Barré (FRA)       | 4e               |
| 125              | Maxime Bouet (FRA)      | AB-1             |
| 126              | Łukasz Owsian (POL)     | NP-6             |
| 127              | Ewen Costiou (FRA)      | 93e              |

| AG2R Citroën Team ACT | AG2R Citroën Team ACT   | AG2R Citroën Team ACT |
| --------------------- | ----------------------- | --------------------- |
| Num                   | Coureur                 | Pos                   |
| 131                   | Clément Venturini (FRA) | 90e                   |
| 132                   | Mikaël Cherel (FRA)     | 35e                   |
| 133                   | Geoffrey Bouchard (FRA) | 30e                   |
| 134                   | Dorian Godon (FRA)      | 61e                   |
| 135                   | Nans Peters (FRA)       | 75e                   |
| 136                   | Clément Berthet (FRA)   | 26e                   |
| 137                   | Ben O'Connor (AUS)      | 14e                   |

| Team Jayco AlUla JAY | Team Jayco AlUla JAY          | Team Jayco AlUla JAY |
| -------------------- | ----------------------------- | -------------------- |
| Num                  | Coureur                       | Pos                  |
| 141                  | Filippo Zana (ITA) (route)    | 47e                  |
| 142                  | Kevin Colleoni (ITA)          | 89e                  |
| 143                  | Alexandre Balmer (SUI)        | NP-3                 |
| 144                  | Alessandro De Marchi (ITA)    | 118e                 |
| 145                  | Callum Scotson (AUS)          | AB-7                 |
| 146                  | Tsgabu Grmay (ETH)            | 84e                  |
| 147                  | Christopher Juul Jensen (DEN) | 128e                 |

| EF Education-EasyPost EFE | EF Education-EasyPost EFE     | EF Education-EasyPost EFE |
| ------------------------- | ----------------------------- | ------------------------- |
| Num                       | Coureur                       | Pos                       |
| 151                       | Richard Carapaz (ECU) (route) | 51e                       |
| 152                       | Esteban Chaves (COL) (route)  | 11e                       |
| 153                       | Rigoberto Urán (COL)          | 10e                       |
| 154                       | Alexander Cepeda (ECU)        | 25e                       |
| 155                       | Jonathan Caicedo (ECU)        | AB-7                      |
| 156                       | Simon Carr (GBR)              | 78e                       |
| 157                       | Andrey Amador (CRC)           | 103e                      |

| Team DSM DSM | Team DSM DSM          | Team DSM DSM |
| ------------ | --------------------- | ------------ |
| Num          | Coureur               | Pos          |
| 161          | Romain Bardet (FRA)   | AB-7         |
| 162          | Oscar Onley (GBR)     | 39e          |
| 163          | Chris Hamilton (AUS)  | NP-2         |
| 164          | Marco Brenner (GER)   | AB-6         |
| 165          | Lorenzo Milesi (ITA)  | 124e         |
| 166          | Martijn Tusveld (NED) | 85e          |
| 167          | Romain Combaud (FRA)  | 107e         |

| Astana Qazaqstan Team AST | Astana Qazaqstan Team AST | Astana Qazaqstan Team AST |
| ------------------------- | ------------------------- | ------------------------- |
| Num                       | Coureur                   | Pos                       |
| 171                       | David de la Cruz (ESP)    | 68e                       |
| 172                       | Simone Velasco (ITA)      | 67e                       |
| 173                       | Vadim Pronskiy (KAZ)      | 127e                      |
| 174                       | Harold Tejada (COL)       | NP-7                      |
| 175                       | Fabio Felline (ITA)       | 119e                      |
| 176                       | Gianni Moscon (ITA)       | AB-7                      |
| 177                       | Joe Dombrowski (USA)      | 96e                       |

| Lotto Dstny LTD | Lotto Dstny LTD           | Lotto Dstny LTD |
| --------------- | ------------------------- | --------------- |
| Num             | Coureur                   | Pos             |
| 181             | Milan Menten (BEL)        | 129e            |
| 182             | Andreas Kron (DEN)        | 71e             |
| 183             | Maxim Van Gils (BEL)      | 54e             |
| 184             | Lennert Van Eetvelt (BEL) | 15e             |
| 185             | Sylvain Moniquet (BEL)    | 76e             |
| 186             | Eduardo Sepúlveda (ARG)   | NP-2            |
| 187             | Rüdiger Selig (GER)       | AB-6            |

| Israel-Premier Tech IPT | Israel-Premier Tech IPT  | Israel-Premier Tech IPT |
| ----------------------- | ------------------------ | ----------------------- |
| Num                     | Coureur                  | Pos                     |
| 191                     | Dylan Teuns (BEL)        | 32e                     |
| 192                     | Corbin Strong (NZL)      | 94e                     |
| 193                     | Michael Woods (CAN)      | 6e                      |
| 194                     | Guillaume Boivin (CAN)   | AB-7                    |
| 195                     | Daryl Impey (RSA)        | 120e                    |
| 196                     | Stephen Williams (GBR)   | 100e                    |
| 197                     | Matthew Riccitello (USA) | 53e                     |

| Uno-X Pro Cycling Team UXT | Uno-X Pro Cycling Team UXT  | Uno-X Pro Cycling Team UXT |
| -------------------------- | --------------------------- | -------------------------- |
| Num                        | Coureur                     | Pos                        |
| 201                        | Tobias Johannessen (NOR)    | 86e                        |
| 202                        | Torstein Træen (NOR)        | 57e                        |
| 203                        | Jonas Gregaard Wilsly (DEN) | 59e                        |
| 204                        | Niklas Eg (DEN)             | 91e                        |
| 205                        | Anders Johannessen (NOR)    | NP-5                       |
| 206                        | Jacob Hindsgaul (DEN)       | 112e                       |
| 207                        | Magnus Kulset (NOR)         | 79e                        |

| Caja Rural-Seguros RGA CJR | Caja Rural-Seguros RGA CJR | Caja Rural-Seguros RGA CJR |
| -------------------------- | -------------------------- | -------------------------- |
| Num                        | Coureur                    | Pos                        |
| 211                        | Jefferson Cepeda (ECU)     | AB-7                       |
| 212                        | Joel Nicolau (ESP)         | 115e                       |
| 213                        | Abel Balderstone (ESP)     | 73e                        |
| 214                        | David González López (ESP) | AB-7                       |
| 215                        | Julen Amézqueta (ESP)      | 105e                       |
| 216                        | Mulu Hailemichael (ETH)    | AB-6                       |
| 217                        | Eduard Prades (ESP)        | AB-7                       |

| Equipo Kern Pharma EKP | Equipo Kern Pharma EKP   | Equipo Kern Pharma EKP |
| ---------------------- | ------------------------ | ---------------------- |
| Num                    | Coureur                  | Pos                    |
| 221                    | Roger Adrià (ESP)        | 44e                    |
| 222                    | Raúl García Pierna (ESP) | 65e                    |
| 223                    | Francisco Galván (ESP)   | 114e                   |
| 224                    | José Félix Parra (ESP)   | 102e                   |
| 225                    | Pablo Castrillo (ESP)    | 116e                   |
| 226                    | Héctor Carretero (ESP)   | AB-7                   |
| 227                    | Pau Miquel (ESP)         | 108e                   |

| Burgos-BH BBH | Burgos-BH BBH              | Burgos-BH BBH |
| ------------- | -------------------------- | ------------- |
| Num           | Coureur                    | Pos           |
| 231           | Pelayo Sánchez (ESP)       | AB-2          |
| 232           | Victor Langellotti (MON)   | 74e           |
| 233           | Daniel Navarro (ESP)       | 62e           |
| 234           | José Manuel Díaz (ESP)     | 18e           |
| 235           | Eric Fagúndez (URU)        | 97e           |
| 236           | Jetse Bol (NED)            | 106e          |
| 237           | Andrés Camilo Ardila (COL) | AB-7          |

| Euskaltel-Euskadi EUS | Euskaltel-Euskadi EUS       | Euskaltel-Euskadi EUS |
| --------------------- | --------------------------- | --------------------- |
| Num                   | Coureur                     | Pos                   |
| 241                   | Mikel Bizkarra (ESP)        | 24e                   |
| 242                   | Xabier Mikel Azparren (ESP) | 122e                  |
| 243                   | Txomin Juaristi (ESP)       | 113e                  |
| 244                   | Unai Cuadrado (ESP)         | 101e                  |
| 245                   | Luis Ángel Maté (ESP)       | 38e                   |
| 246                   | Ibai Azurmendi (ESP)        | 52e                   |
| 247                   | Mikel Iturria (ESP)         | 92e                   |

| Bora-Hansgrohe BOH | Bora-Hansgrohe BOH      | Bora-Hansgrohe BOH |
| ------------------ | ----------------------- | ------------------ |
| Num                | Coureur                 | Pos                |
| 1                  | Jai Hindley (AUS)       | 8e                 |
| 2                  | Patrick Konrad (AUT)    | 72e                |
| 3                  | Cian Uijtdebroeks (BEL) | 9e                 |
| 4                  | Frederik Wandahl (DEN)  | 82e                |
| 5                  | Ide Schelling (NED)     | 95e                |
| 6                  | Matteo Fabbro (ITA)     | 69e                |
| 7                  | Anton Palzer (GER)      | 37e                |

| Jumbo-Visma TJV | Jumbo-Visma TJV         | Jumbo-Visma TJV |
| --------------- | ----------------------- | --------------- |
| Num             | Coureur                 | Pos             |
| 11              | Primož Roglič (SLO)     | 1er             |
| 12              | Tobias Foss (NOR)       | 66e             |
| 13              | Koen Bouwman (NED)      | 40e             |
| 14              | Sepp Kuss (USA)         | 19e             |
| 15              | Michel Hessmann (GER)   | 117e            |
| 16              | Steven Kruijswijk (NED) | 34e             |
| 17              | Robert Gesink (NED)     | 88e             |

| UAE Team Emirates UAD | UAE Team Emirates UAD      | UAE Team Emirates UAD |
| --------------------- | -------------------------- | --------------------- |
| Num                   | Coureur                    | Pos                   |
| 21                    | João Almeida (POR) (route) | 3e                    |
| 22                    | Adam Yates (GBR)           | 28e                   |
| 23                    | George Bennett (NZL)       | 60e                   |
| 24                    | Rafał Majka (POL)          | 36e                   |
| 25                    | Finn Fisher-Black (NZL)    | 56e                   |
| 26                    | Ivo Oliveira (POR)         | 130e                  |
| 27                    | Marc Soler (ESP)           | 4e                    |

| Ineos Grenadiers IGD | Ineos Grenadiers IGD       | Ineos Grenadiers IGD |
| -------------------- | -------------------------- | -------------------- |
| Num                  | Coureur                    | Pos                  |
| 31                   | Egan Bernal (COL)          | AB-6                 |
| 32                   | Geraint Thomas (GBR)       | 45e                  |
| 33                   | Ethan Hayter (GBR)         | 63e                  |
| 34                   | Luke Plapp (AUS) (route)   | NP-1                 |
| 35                   | Ben Tulett (GBR)           | 87e                  |
| 36                   | Jonathan Castroviejo (ESP) | 16e                  |
| 37                   | Salvatore Puccio (ITA)     | 80e                  |

| Intermarché-Circus-Wanty ICW | Intermarché-Circus-Wanty ICW | Intermarché-Circus-Wanty ICW |
| ---------------------------- | ---------------------------- | ---------------------------- |
| Num                          | Coureur                      | Pos                          |
| 41                           | Louis Meintjes (RSA)         | NP-4                         |
| 42                           | Rune Herregodts (BEL)        | 126e                         |
| 43                           | Rein Taaramäe (EST)          | 33e                          |
| 44                           | Arne Marit (BEL)             | 121e                         |
| 45                           | Laurens Huys (BEL)           | 55e                          |
| 46                           | Simone Petilli (ITA)         | 31e                          |
| 47                           | Tom Paquot (BEL)             | NP-7                         |

| Soudal Quick-Step SOQ | Soudal Quick-Step SOQ         | Soudal Quick-Step SOQ |
| --------------------- | ----------------------------- | --------------------- |
| Num                   | Coureur                       | Pos                   |
| 51                    | Remco Evenepoel (BEL) (route) | 2e                    |
| 52                    | Jan Hirt (CZE)                | 49e                   |
| 53                    | Ilan Van Wilder (BEL)         | 43e                   |
| 54                    | Louis Vervaeke (BEL)          | AB-7                  |
| 55                    | Fausto Masnada (ITA)          | 64e                   |
| 56                    | Mattia Cattaneo (ITA)         | 70e                   |
| 57                    | Pieter Serry (BEL)            | AB-7                  |

| Groupama-FDJ GFC | Groupama-FDJ GFC         | Groupama-FDJ GFC |
| ---------------- | ------------------------ | ---------------- |
| Num              | Coureur                  | Pos              |
| 61               | Michael Storer (AUS)     | NP-4             |
| 62               | Bruno Armirail (FRA)     | 48e              |
| 63               | Reuben Thompson (NZL)    | 81e              |
| 64               | Lenny Martinez (FRA)     | 12e              |
| 65               | Lorenzo Germani (ITA)    | 111e             |
| 66               | Matthieu Ladagnous (FRA) | 109e             |
| 67               | Clément Davy (FRA)       | AB-3             |

| Bahrain Victorious TBV | Bahrain Victorious TBV    | Bahrain Victorious TBV |
| ---------------------- | ------------------------- | ---------------------- |
| Num                    | Coureur                   | Pos                    |
| 71                     | Mikel Landa (ESP)         | 5e                     |
| 72                     | Gino Mäder (SUI)          | 46e                    |
| 73                     | Jack Haig (AUS)           | AB-7                   |
| 74                     | Hermann Pernsteiner (AUT) | 42e                    |
| 75                     | Wout Poels (NED)          | 29e                    |
| 76                     | Rainer Kepplinger (AUT)   | AB-7                   |
| 77                     | Yukiya Arashiro (JPN)     | AB-7                   |

| Alpecin-Deceuninck ADC | Alpecin-Deceuninck ADC  | Alpecin-Deceuninck ADC |
| ---------------------- | ----------------------- | ---------------------- |
| Num                    | Coureur                 | Pos                    |
| 81                     | Stefano Oldani (ITA)    | 77e                    |
| 82                     | Nicola Conci (ITA)      | 58e                    |
| 83                     | Kaden Groves (AUS)      | 110e                   |
| 84                     | Xandro Meurisse (BEL)   | 83e                    |
| 85                     | Oscar Riesebeek (NED)   | NP-5                   |
| 86                     | Kristian Sbaragli (ITA) | NP-2                   |
| 87                     | Jimmy Janssens (BEL)    | AB-6                   |

| Cofidis COF | Cofidis COF              | Cofidis COF |
| ----------- | ------------------------ | ----------- |
| Num         | Coureur                  | Pos         |
| 91          | Jesús Herrada (ESP)      | 17e         |
| 92          | Guillaume Martin (FRA)   | 27e         |
| 93          | Bryan Coquard (FRA)      | 98e         |
| 94          | Alexandre Delettre (FRA) | 123e        |
| 95          | José Herrada (ESP)       | AB-7        |
| 96          | Hugo Toumire (FRA)       | 50e         |
| 97          | Thomas Champion (FRA)    | 125e        |

| Movistar Team MOV | Movistar Team MOV        | Movistar Team MOV |
| ----------------- | ------------------------ | ----------------- |
| Num               | Coureur                  | Pos               |
| 101               | Carlos Verona (ESP)      | 21e               |
| 102               | Iván Sosa (COL)          | 20e               |
| 103               | Einer Rubio (COL)        | 13e               |
| 104               | José Joaquín Rojas (ESP) | NP-4              |
| 105               | William Barta (USA)      | 41e               |
| 106               | Sergio Samitier (ESP)    | 99e               |
| 107               | Antonio Pedrero (ESP)    | AB-7              |

| Trek-Segafredo TFS | Trek-Segafredo TFS     | Trek-Segafredo TFS |
| ------------------ | ---------------------- | ------------------ |
| Num                | Coureur                | Pos                |
| 111                | Giulio Ciccone (ITA)   | 7e                 |
| 112                | Juan Pedro López (ESP) | 23e                |
| 113                | Quinn Simmons (USA)    | NP-5               |
| 114                | Jon Aberasturi (ESP)   | AB-7               |
| 115                | Kenny Elissonde (FRA)  | AB-2               |
| 116                | Dario Cataldo (ITA)    | AB-1               |
| 117                | Marc Brustenga (ESP)   | AB-6               |

| Arkéa-Samsic ARK | Arkéa-Samsic ARK        | Arkéa-Samsic ARK |
| ---------------- | ----------------------- | ---------------- |
| Num              | Coureur                 | Pos              |
| 121              | Hugo Hofstetter (FRA)   | AB-2             |
| 122              | Anthony Delaplace (FRA) | NP-2             |
| 123              | Élie Gesbert (FRA)      | 22e              |
| 124              | Louis Barré (FRA)       | 4e               |
| 125              | Maxime Bouet (FRA)      | AB-1             |
| 126              | Łukasz Owsian (POL)     | NP-6             |
| 127              | Ewen Costiou (FRA)      | 93e              |

| AG2R Citroën Team ACT | AG2R Citroën Team ACT   | AG2R Citroën Team ACT |
| --------------------- | ----------------------- | --------------------- |
| Num                   | Coureur                 | Pos                   |
| 131                   | Clément Venturini (FRA) | 90e                   |
| 132                   | Mikaël Cherel (FRA)     | 35e                   |
| 133                   | Geoffrey Bouchard (FRA) | 30e                   |
| 134                   | Dorian Godon (FRA)      | 61e                   |
| 135                   | Nans Peters (FRA)       | 75e                   |
| 136                   | Clément Berthet (FRA)   | 26e                   |
| 137                   | Ben O'Connor (AUS)      | 14e                   |

| Team Jayco AlUla JAY | Team Jayco AlUla JAY          | Team Jayco AlUla JAY |
| -------------------- | ----------------------------- | -------------------- |
| Num                  | Coureur                       | Pos                  |
| 141                  | Filippo Zana (ITA) (route)    | 47e                  |
| 142                  | Kevin Colleoni (ITA)          | 89e                  |
| 143                  | Alexandre Balmer (SUI)        | NP-3                 |
| 144                  | Alessandro De Marchi (ITA)    | 118e                 |
| 145                  | Callum Scotson (AUS)          | AB-7                 |
| 146                  | Tsgabu Grmay (ETH)            | 84e                  |
| 147                  | Christopher Juul Jensen (DEN) | 128e                 |

| EF Education-EasyPost EFE | EF Education-EasyPost EFE     | EF Education-EasyPost EFE |
| ------------------------- | ----------------------------- | ------------------------- |
| Num                       | Coureur                       | Pos                       |
| 151                       | Richard Carapaz (ECU) (route) | 51e                       |
| 152                       | Esteban Chaves (COL) (route)  | 11e                       |
| 153                       | Rigoberto Urán (COL)          | 10e                       |
| 154                       | Alexander Cepeda (ECU)        | 25e                       |
| 155                       | Jonathan Caicedo (ECU)        | AB-7                      |
| 156                       | Simon Carr (GBR)              | 78e                       |
| 157                       | Andrey Amador (CRC)           | 103e                      |

| Team DSM DSM | Team DSM DSM          | Team DSM DSM |
| ------------ | --------------------- | ------------ |
| Num          | Coureur               | Pos          |
| 161          | Romain Bardet (FRA)   | AB-7         |
| 162          | Oscar Onley (GBR)     | 39e          |
| 163          | Chris Hamilton (AUS)  | NP-2         |
| 164          | Marco Brenner (GER)   | AB-6         |
| 165          | Lorenzo Milesi (ITA)  | 124e         |
| 166          | Martijn Tusveld (NED) | 85e          |
| 167          | Romain Combaud (FRA)  | 107e         |

| Astana Qazaqstan Team AST | Astana Qazaqstan Team AST | Astana Qazaqstan Team AST |
| ------------------------- | ------------------------- | ------------------------- |
| Num                       | Coureur                   | Pos                       |
| 171                       | David de la Cruz (ESP)    | 68e                       |
| 172                       | Simone Velasco (ITA)      | 67e                       |
| 173                       | Vadim Pronskiy (KAZ)      | 127e                      |
| 174                       | Harold Tejada (COL)       | NP-7                      |
| 175                       | Fabio Felline (ITA)       | 119e                      |
| 176                       | Gianni Moscon (ITA)       | AB-7                      |
| 177                       | Joe Dombrowski (USA)      | 96e                       |

| Lotto Dstny LTD | Lotto Dstny LTD           | Lotto Dstny LTD |
| --------------- | ------------------------- | --------------- |
| Num             | Coureur                   | Pos             |
| 181             | Milan Menten (BEL)        | 129e            |
| 182             | Andreas Kron (DEN)        | 71e             |
| 183             | Maxim Van Gils (BEL)      | 54e             |
| 184             | Lennert Van Eetvelt (BEL) | 15e             |
| 185             | Sylvain Moniquet (BEL)    | 76e             |
| 186             | Eduardo Sepúlveda (ARG)   | NP-2            |
| 187             | Rüdiger Selig (GER)       | AB-6            |

| Israel-Premier Tech IPT | Israel-Premier Tech IPT  | Israel-Premier Tech IPT |
| ----------------------- | ------------------------ | ----------------------- |
| Num                     | Coureur                  | Pos                     |
| 191                     | Dylan Teuns (BEL)        | 32e                     |
| 192                     | Corbin Strong (NZL)      | 94e                     |
| 193                     | Michael Woods (CAN)      | 6e                      |
| 194                     | Guillaume Boivin (CAN)   | AB-7                    |
| 195                     | Daryl Impey (RSA)        | 120e                    |
| 196                     | Stephen Williams (GBR)   | 100e                    |
| 197                     | Matthew Riccitello (USA) | 53e                     |

| Uno-X Pro Cycling Team UXT | Uno-X Pro Cycling Team UXT  | Uno-X Pro Cycling Team UXT |
| -------------------------- | --------------------------- | -------------------------- |
| Num                        | Coureur                     | Pos                        |
| 201                        | Tobias Johannessen (NOR)    | 86e                        |
| 202                        | Torstein Træen (NOR)        | 57e                        |
| 203                        | Jonas Gregaard Wilsly (DEN) | 59e                        |
| 204                        | Niklas Eg (DEN)             | 91e                        |
| 205                        | Anders Johannessen (NOR)    | NP-5                       |
| 206                        | Jacob Hindsgaul (DEN)       | 112e                       |
| 207                        | Magnus Kulset (NOR)         | 79e                        |

| Caja Rural-Seguros RGA CJR | Caja Rural-Seguros RGA CJR | Caja Rural-Seguros RGA CJR |
| -------------------------- | -------------------------- | -------------------------- |
| Num                        | Coureur                    | Pos                        |
| 211                        | Jefferson Cepeda (ECU)     | AB-7                       |
| 212                        | Joel Nicolau (ESP)         | 115e                       |
| 213                        | Abel Balderstone (ESP)     | 73e                        |
| 214                        | David González López (ESP) | AB-7                       |
| 215                        | Julen Amézqueta (ESP)      | 105e                       |
| 216                        | Mulu Hailemichael (ETH)    | AB-6                       |
| 217                        | Eduard Prades (ESP)        | AB-7                       |

| Equipo Kern Pharma EKP | Equipo Kern Pharma EKP   | Equipo Kern Pharma EKP |
| ---------------------- | ------------------------ | ---------------------- |
| Num                    | Coureur                  | Pos                    |
| 221                    | Roger Adrià (ESP)        | 44e                    |
| 222                    | Raúl García Pierna (ESP) | 65e                    |
| 223                    | Francisco Galván (ESP)   | 114e                   |
| 224                    | José Félix Parra (ESP)   | 102e                   |
| 225                    | Pablo Castrillo (ESP)    | 116e                   |
| 226                    | Héctor Carretero (ESP)   | AB-7                   |
| 227                    | Pau Miquel (ESP)         | 108e                   |

| Burgos-BH BBH | Burgos-BH BBH              | Burgos-BH BBH |
| ------------- | -------------------------- | ------------- |
| Num           | Coureur                    | Pos           |
| 231           | Pelayo Sánchez (ESP)       | AB-2          |
| 232           | Victor Langellotti (MON)   | 74e           |
| 233           | Daniel Navarro (ESP)       | 62e           |
| 234           | José Manuel Díaz (ESP)     | 18e           |
| 235           | Eric Fagúndez (URU)        | 97e           |
| 236           | Jetse Bol (NED)            | 106e          |
| 237           | Andrés Camilo Ardila (COL) | AB-7          |

| Euskaltel-Euskadi EUS | Euskaltel-Euskadi EUS       | Euskaltel-Euskadi EUS |
| --------------------- | --------------------------- | --------------------- |
| Num                   | Coureur                     | Pos                   |
| 241                   | Mikel Bizkarra (ESP)        | 24e                   |
| 242                   | Xabier Mikel Azparren (ESP) | 122e                  |
| 243                   | Txomin Juaristi (ESP)       | 113e                  |
| 244                   | Unai Cuadrado (ESP)         | 101e                  |
| 245                   | Luis Ángel Maté (ESP)       | 38e                   |
| 246                   | Ibai Azurmendi (ESP)        | 52e                   |
| 247                   | Mikel Iturria (ESP)         | 92e                   |